# Schloss Jaidhof

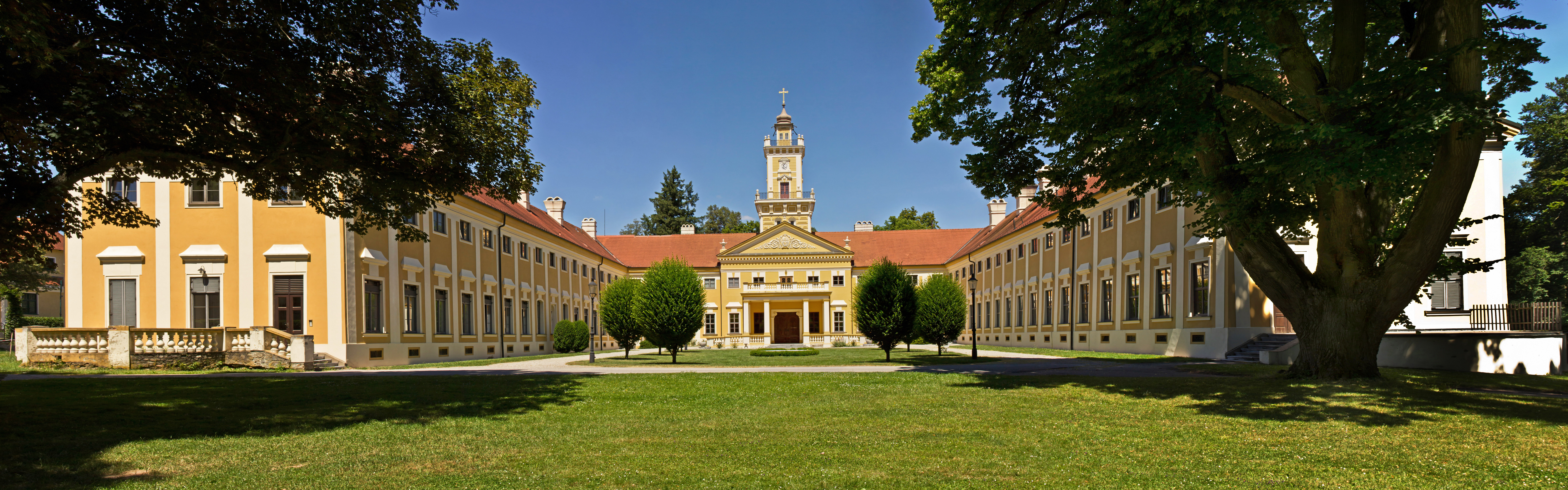
Schloss Jaidhof mit Ehrenhof vom Süden aus gesehen

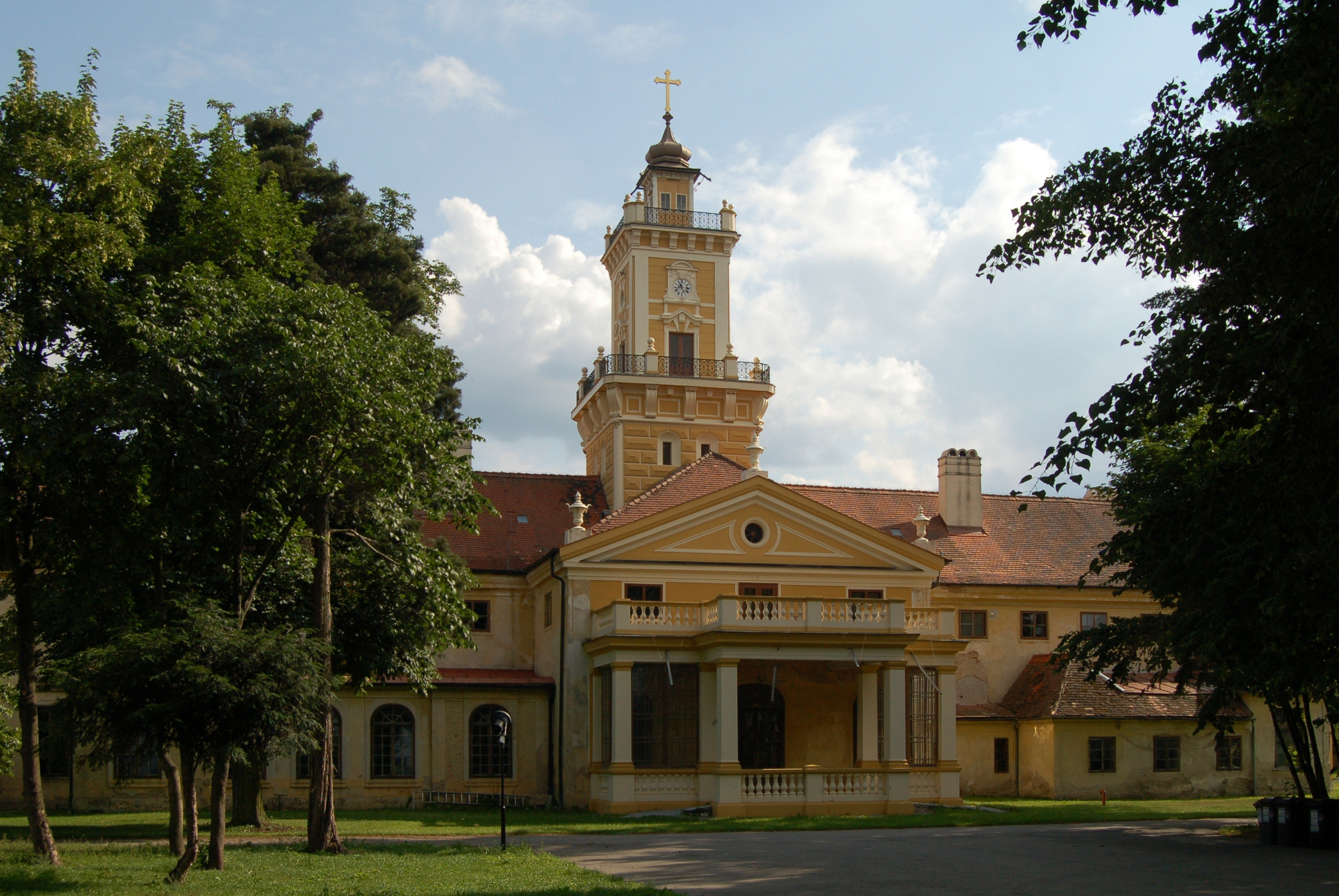
Mittelrisalit von Schloss Jaidhof vom Norden aus gesehen

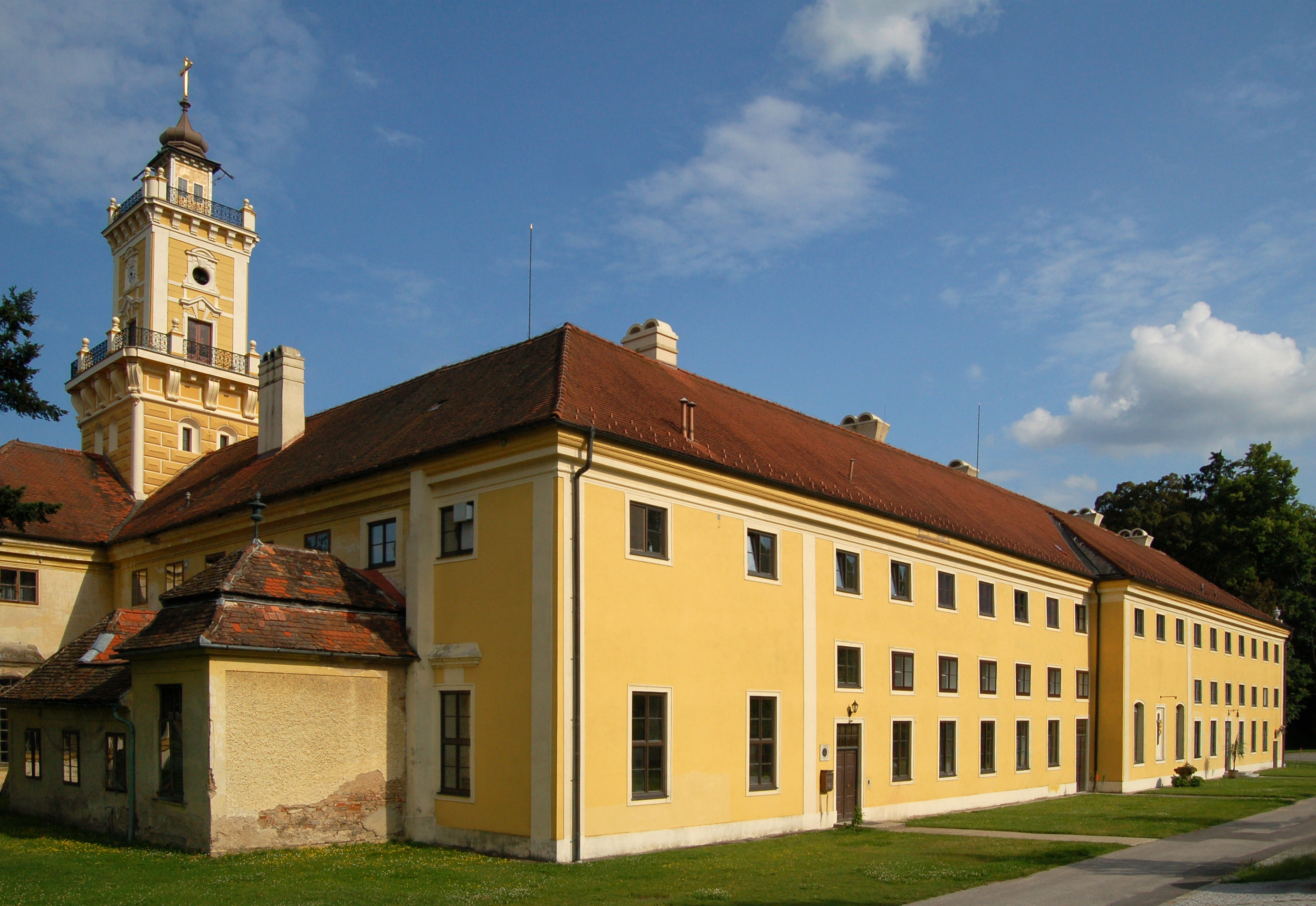
Seitenansicht von Schloss Jaidhof vom Nord-Westen aus gesehen

Schloss Jaidhof, auch Schloss Ort, ist ein Schloss in der Gemeinde Jaidhof im Bezirk Krems-Land im Waldviertel in Niederösterreich. Im Jahr 1381 erstmals urkundlich erwähnt, wurde es im Laufe seiner Geschichte mehrfach umgebaut. Sein gegenwärtiges Aussehen erhielt das Schloss in der zweiten Hälfte des 19. Jahrhunderts, als es sich im Besitz der österreichischen Unternehmerfamilie Gutmann befand. Seit 1985 ist das Schloss Jaidhof im Besitz der Priesterbruderschaft St. Pius X.

## Geschichte
Vermutlich schon zur Zeit der Babenberger erbaut, wurde der ursprünglich als Burg erbaute „Jaedthoff“ erstmals im Jahr 1381 urkundlich erwähnt. 1662 erwarb der kaiserliche Staatsmann Georg Ludwig von Sinzendorf (1616–1681) das Anwesen zusammen mit der Herrschaft Gföhl und ließ dieses in den folgenden Jahren zum Schloss ausbauen. 1834 gelangte es in den Besitz des Bankiers Georg Simon von Sina (1783–1856). 1884 kaufte dann der österreichische Unternehmer Wilhelm von Gutmann (1826–1895) Schloss Jaidhof und ließ dieses vom Architekten Max von Ferstel (1859–1936) umfangreich modernisieren. Sein Sohn Max von Gutmann (1857–1930) ließ die Umbauten seines Vaters zu Ende führen. Nachdem die Familie Gutmann 1938 von den Nationalsozialisten entschädigungslos enteignet worden war, diente das Schloss Jaidhof bis 1945 als Gauschulungsburg, Umsiedlungslager und Kaserne.
Nach dem Zweiten Weltkrieg wurden Schloss Jaidhof und die dazugehörigen Ländereien von der sowjetischen Besatzungsverwaltung (USIA) beschlagnahmt und mussten von der Familie Gutmann zurückgekauft werden. 1985 wurde das Anwesen von der damaligen Eigentümerin, Rosa Gutmann (1912–2003), an die Priesterbruderschaft St. Pius X. verpachtet und nach ihrem Tod 2003 an diese vererbt. Die Ländereien verblieben aber im Familienbesitz. Schloss Jaidhof ist heute das Hauptquartier der Priesterbruderschaft für alle Staaten der ehemaligen Donaumonarchie. Hierzu zählen neben Österreich und Südtirol u. a Tschechien, die Slowakei, Ungarn, Slowenien und Kroatien. Daneben wird es auch für Seminare, Exerzitienkurse und Jugendarbeit genutzt.

## Anlage
Schloss Jaidhof liegt unmittelbar im Ortszentrum der Gemeinde Jaidhof. Der Bau hat den Grundriss einer barocken, außen drei- und hofseitig zweigeschoßigen Ehrenhofanlage mit einem Baukern aus der zweiten Hälfte des 17. Jahrhunderts. Die Fassade ist durch Lisenen und Fensterfaschen aus der Zeit um 1800 klassizistisch gegliedert, wurde aber in der zweiten Hälfte des 19. Jahrhunderts im Stil des Historismus überarbeitet. Auf den Satteldächern sind Schleppgaupen und zahlreiche Schornsteine zu sehen. Der Haupttrakt hat an der Außenseite und an der Hofseite je einen Dreieckgiebel über dem Mittelrisalit sowie vorgestellte neoklassizistische Pfeileraltane mit Balustraden, die zum Teil verglast und zum Teil als Pfeilerhalle geöffnet sind. Darüber erhebt sich ein dreifach gestufter Turmaufsatz mit einem kleinen Zwiebelhelm. Über das Gebiet östlich des Schlosses hinaus erstreckt sich ein ausgedehnter englischer Garten mit Teichen und den Resten eines Pavillons.